# ヴィンセント・キプルト

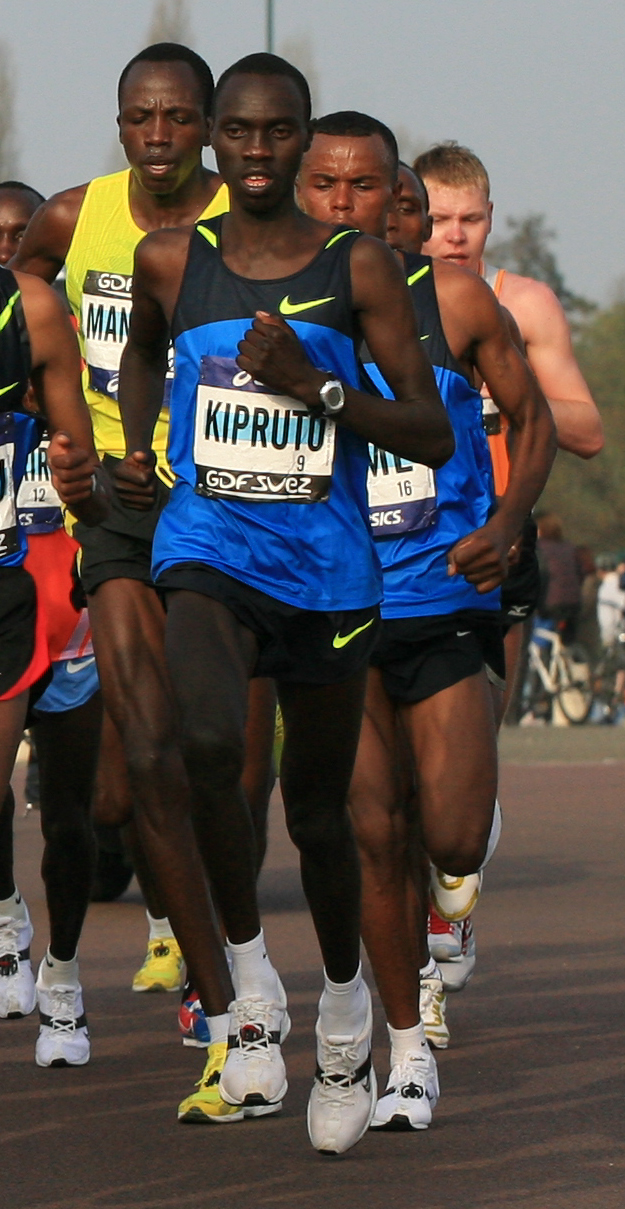
2009年パリマラソンにて

ヴィンセント・キプルト（Vincent Kipruto Limo、1987年9月13日 - ）はケニアの陸上競技選手、専門は長距離走・マラソン。2008年に初マラソンを走り、翌2009年のパリマラソンで優勝を飾った。マラソンの自己記録は2010年4月にロッテルダムマラソンで記録した2時間05分13秒。2011年9月の第13回世界選手権男子マラソンで銀メダルを獲得した。

## 経歴
キプルトはケニア南部のケイヨ県出身。キプルトは地元に住んでいたマラソン選手ウィリアム・キプラガトに影響を受け、学校では10000m代表選手に選ばれた。キプルトはコルム・オコンネルがコーチを務めるチームで練習を始めたが、学業優先の期間はフルタイムで練習を行う選手ではなかった。キプルトのリフトバレー州選手権における活躍に感銘を受けたキプラガトが、コーチになることを申し出た。キプルトは2007年にオランダへ渡ってプロとして大会に出場し始め、ロードレースのシリーズを制覇した。
キプルトは2008年のランスマラソンで初マラソンを経験し、2時間08分16秒の記録で3位に入った。2009年のパリマラソンでは2時間05分47秒を記録し優勝、従来の記録を46秒上回る大会新記録を樹立した。同年10月に出場したシカゴマラソンでは2時間06分08秒の記録で、大会記録を更新したサムエル・ワンジル、アブデラヒム・グムリに次ぐ3位に入った。
キプルトは2010年に出場したザイード国際ハーフマラソンで1時間01分43秒の自己ベストを記録。同年4月のロッテルダムマラソンで男子マラソン歴代10位（当時）となる2時間05分13秒を記録して、パトリック・マカウ、ジョフリー・ムタイに次ぐ3位に入った。
2011年4月に出場したロッテルダムマラソンは25km付近まで世界記録を更新するペースでレースが進み、キプルトは41km付近でスパートしたウィルソン・チェベトに競り負けたものの、2時間05分33秒を記録して2位に入った。同年9月、キプルトは世界選手権男子マラソンにアベル・キルイらと共にケニア代表として出場、エチオピアのフェイサ・レリサとの2位争いを制して銀メダルを獲得した 。
2013年3月に出場したびわ湖毎日マラソンはタリク・ジュファーとの優勝争いとなったが、最後の競技場内でスパートして勝利した。

## 成績
| 年   | 大会                 | 場所         | 順位 | 種目     | 記録          |
| ---- | -------------------- | ------------ | ---- | -------- | ------------- |
| 2008 | ランスマラソン       | ランス       | 3位  | マラソン | 2時間08分16秒 |
| 2009 | パリマラソン         | パリ         | 優勝 | マラソン | 2時間05分47秒 |
| 2009 | シカゴマラソン       | シカゴ       | 3位  | マラソン | 2時間06分08秒 |
| 2010 | ロッテルダムマラソン | ロッテルダム | 3位  | マラソン | 2時間05分13秒 |
| 2010 | シカゴマラソン       | シカゴ       | 5位  | マラソン | 2時間09分08秒 |
| 2011 | ロッテルダムマラソン | ロッテルダム | 2位  | マラソン | 2時間05分33秒 |
| 2011 | 世界選手権           | 大邱         | 2位  | マラソン | 2時間10分06秒 |
| 2012 | ロンドンマラソン     | ロンドン     | 13位 | マラソン | 2時間10分39秒 |
| 2013 | びわ湖毎日マラソン   | 大津         | 優勝 | マラソン | 2時間08分34秒 |
| 2014 | びわ湖毎日マラソン   | 大津         | 3位  | マラソン | 2時間09分54秒 |

## 自己記録
| 種目           | 記録          | 場所         | 年月日         |
| -------------- | ------------- | ------------ | -------------- |
| 20km           | 58分39秒      | ロッテルダム | 2010年4月11日  |
| ハーフマラソン | 1時間00分39秒 | リール       | 2013年8月31日  |
| 25km           | 1時間13分40秒 | シカゴ       | 2009年10月11日 |
| マラソン       | 2時間05分13秒 | ロッテルダム | 2010年4月11日  |